# Son Heung-min
Son Heung-min (손흥민?, 孫興慜?; Chuncheon, 8 luglio 1992) è un calciatore sudcoreano, attaccante del Los Angeles FC e della nazionale sudcoreana, della quale è capitano.
Considerato il miglior calciatore sudcoreano di tutti i tempi, è ritenuto anche il migliore giocatore asiatico nella storia del calcio. Nel 2020 ha vinto il FIFA Puskás Award per il miglior gol dell'anno siglato con la maglia del Tottenham contro il Burnley. Nel 2012 fu inserito nella lista dei migliori giocatori nati dopo il 1991 stilata da Don Balón.

## Caratteristiche tecniche
Ritenuto uno dei migliori calciatori sudcoreani di tutti i tempi. Son è un'ala sinistra, destro naturale ma abilissimo nel calciare con entrambi i piedi, in grado di agire anche come ala destra o come seconda punta. Giocatore dotato di un'impressionante velocità con la palla al piede, abbina un'ottima tecnica individuale, scatti fulminei e visione di gioco ad una grande padronanza nel dribbling e rapidità nei movimenti, che gli consentono di saltare con facilità il diretto avversario nell'uno contro uno.
Specialista nei tiri dalla distanza, predilige attaccare la profondità partendo da sinistra, in modo da convergere verso il centro e tentare la conclusione con il destro.

## Carriera

### Club

#### Esordi, Amburgo e Bayer Leverkusen
Nel 2008, all'età di 16 anni, lascia le giovanili del Seoul per unirsi a quelle dell'Amburgo, dove completa la trafila sino ad esordire con la maglia della prima squadra. Il 30 ottobre 2010 segna il suo primo gol in campionato contro l'FC Köln al 24' del primo tempo. Nello stesso anno firma un contratto da professionista con la squadra tedesca fino al giugno 2014.
Il 13 giugno 2013 il giocatore si trasferisce dall'Amburgo al Bayer Leverkusen per una cifra intorno ai 10 milioni di euro. Il 9 novembre 2013 realizza la prima tripletta in campionato proprio contro la sua ex squadra. Il 14 febbraio firma nuovamente una tripletta nella sconfitta casalinga per 4-5 contro il Wolfsburg.

#### Tottenham

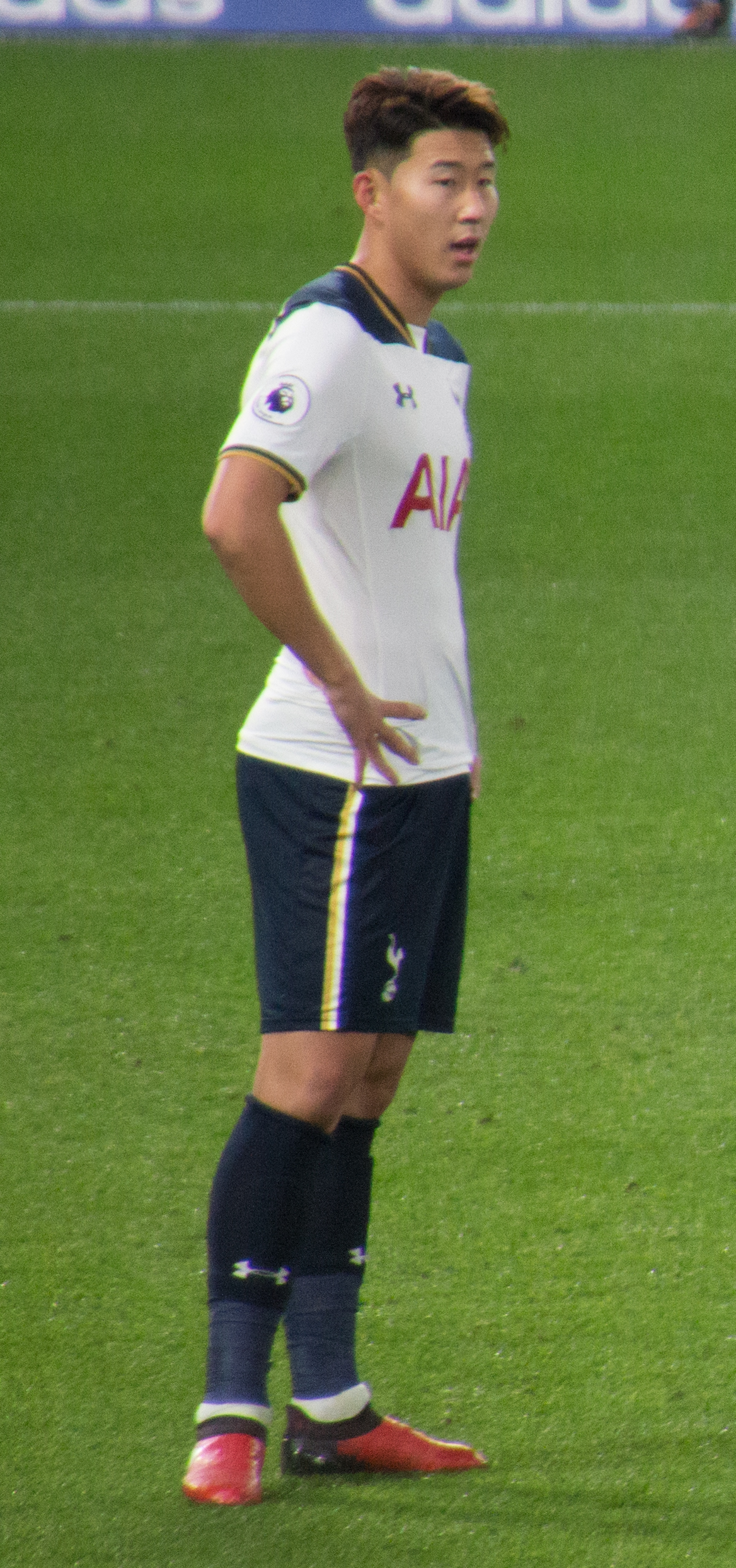
Son con la maglia del Tottenham nel 2016

Il 28 agosto 2015 si trasferisce al Tottenham per 18 milioni di sterline. Con il suo ingaggio, è diventato il giocatore asiatico più costoso nella storia del calcio. Il record era detenuto fino a quel momento dal giapponese Hidetoshi Nakata, trasferitosi dalla Roma al Parma per 25 milioni di euro nel 2001. Son ha esordito con la maglia degli Spurs il 13 settembre successivo, in una gara in trasferta contro il Sunderland. Quattro giorni dopo fa il proprio debutto in Europa League, mettendo a segno una doppietta ai danni degli azeri del Qarabağ. Tre giorni dopo è la volta della sua prima marcatura in Premier League, decidendo al minuto 68 l'incontro casalingo con il Crystal Palace. Nella sua prima stagione realizza in totale quattro gol in campionato, uno in FA Cup e tre in Europa League.
Sebbene nel precampionato il giocatore avesse personalmente chiesto al tecnico Mauricio Pochettino di essere ceduto con la speranza di trovare più continuità,il giocatore decide infine di rimanere a Londra per contendersi il posto da titolare. All'avvio della stagione successiva, il giocatore si rende protagonista di un buon inizio di campionato. Nel settembre 2016 è insignito del prestigioso premio FA Premier League Player of the Month per le sue ottime prestazioni. In FA Cup, il 12 marzo 2017, mette a segno la sua prima tripletta con la maglia del Tottenham, in occasione del match contro il Millwall, vinto dalla squadra di casa 6-0.
Il 20 luglio 2018 il giocatore rinnova il proprio contratto con i londinesi fino al 2023. Nella Champions League 2018-2019 risulta decisivo per il cammino degli Spurs, realizzando un gol negli ottavi contro il Borussia Dortmund e tre nei quarti contro il Manchester City, uno all'andata e due al ritorno. Superato l'Ajax in semifinale, il Tottenham raggiunge la finale contro il Liverpool ma, nonostante una buona prestazione di Son, viene sconfitto.
Son ha iniziato la campagna 2019-2020 segnando una doppietta ai danni del Crystal Palace in una gara vinta 4-0. Il 21 ottobre il giocatore viene inserito nella lista dei 30 candidati al Pallone d'oro 2019. Il 3 novembre, il sudcoreano viene espulso negli sviluppi di un match contro l'Everton per un fallo ai danni del portoghese André Gomes, che a seguito del contrasto ha riportato un grave infortunio alla caviglia. L'infortunio ha suscitato grande preoccupazione e angoscia sia nei tifosi che nello stesso Son, uscito dal campo in lacrime. In seguito all'accaduto, il giocatore è stato squalificato per tre gare. Tuttavia, molti professionisti, tra cui l'ex giocatore dell'Everton Kevin Kilbane, hanno espresso critiche per la decisione del cartellino rosso, e il Tottenham ha presentato ricorso alla Federcalcio contro l'espulsione. La FA ha accolto il ricorso e il cartellino rosso di Son è stato annullato il 5 novembre. Tre giorni dopo questo incidente, in una partita di Champions League in trasferta vinta per 4-0 contro la Stella Rossa, in cui Son ha segnato una doppietta, invece di festeggiare il suo primo gol, si è scusato con la telecamera per quanto accaduto al Goodison Park.
Il 2 gennaio 2021, con il goal che sancisce il 3-0 contro il Leeds Utd, Son raggiunge quota 100 gol con gli Spurs in tutte le competizioni.
Il 22 maggio 2022, in occasione della larga vittoria per 5-0 in trasferta contro il Norwich City, Son realizza una doppietta nel giro di cinque minuti, raggiungendo così un totale di 23 marcature in campionato e vincendo il titolo di capocannoniere ex aequo con l'egiziano Mohamed Salah (del Liverpool). In questo modo, l'attaccante sudcoreano è diventato il primo calciatore asiatico nella storia della Premier League ad aggiudicarsi la palma di miglior marcatore del torneo.
Il 12 agosto 2023 diventa capitano del Tottenham dopo l'addio di Harry Kane, trasferitosi al Bayern Monaco.
Il 21 maggio 2025, vince il suo primo trofeo, conquistando La UEFA Europa League 2024-2025 con la vittoria in finale 1-0 contro il Manchester. Nonostante ciò Son, insieme a Cristian Romero e Rodrigo Bentancur, non ricevette la medaglia della vittoria, inquanto secondo la UEFA le medaglie fossero finite. Dopo la vittoria affermerà di sentirsi una leggenda del club. Il 2 agosto 2025, dopo dieci stagioni, annuncia la propria intenzione di lasciare il club durante la sessione estiva di calciomercato.

#### Los Angeles FC
Il 6 agosto 2025 Son passa ufficialmente al Los Angeles FC, in Major League Soccer, per 22 milioni di euro.

### Nazionale

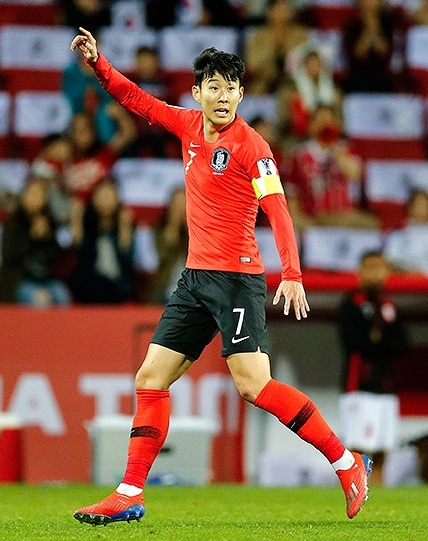
Son in azione con la nazionale sudcoreana nel 2019

Ha giocato con la Nazionale Under-17 al mondiale di categoria Nigeria 2009, segna un gol battendo per 3-1 l'Uruguay, inoltre è autore della rete del 2-0 sconfiggendo l'Algeria.
Il 23 dicembre 2010, all'età di 18 anni, ricevette dal CT Cho Kwang-Rae la sua prima chiamata in nazionale maggiore, con cui debuttò ufficialmente sette giorni più tardi entrando al 46' al posto di Kim Bo-kyung in occasione del match disputato ad Abu Dhabi e vinto per 1-0 contro la Siria in preparazione alla Coppa d'Asia 2011. Proprio nella seconda partita del torneo, il 18 gennaio, segna il suo primo gol in nazionale fissando il punteggio sul definitivo 4-1 con cui le Tigri asiatiche battono l'India e si garantiscono il passaggio del turno, mentre Son diventò così il più giovane marcatore nella storia della rassegna continentale.
Nel 2014 Son partecipa al Mondiali in Brasile, dove viene schierato titolare in tutte le partite della fase a gironi disputate dalla Corea del Sud, segnando peraltro una rete nella sconfitta per 4-2 contro l'Algeria. Tuttavia, gli asiatici chiudono all'ultimo posto del Gruppo H e vengono eliminati dal torneo con un solo punto guadagnato in tre incontri. A settembre 2015, infine, contribuisce alla roboante vittoria per 8-0 sul Laos mettendo a segno la prima tripletta in nazionale.
Viene convocato per le Olimpiadi 2016 in Brasile. Il 28 maggio 2018, nell'amichevole giocata a Taegu contro l'Honduras, oltre a segnare la rete del definitivo 2-0, gli viene affidata per la prima volta la fascia di capitano.
Convocato per la Coppa del Mondo di Russia 2018, Son gioca tre partite e realizza due gol, andando a segno contro il Messico (in una partita in cui fissa il punteggio sul 2-1 in favore della Tricolor) e la Germania, campione del mondo in carica, alla quale segna a porta vuota il definitivo 2-0 al 96' in contropiede solitario, approfittando del fatto che il portiere Neuer si fosse proiettato in avanti alla ricerca del pareggio. Nonostante questa vittoria storica, i sudcoreani e i tedeschi vengono eliminati in quanto arrivati rispettivamente terzi e quarti nel Girone F, alle spalle di Svezia e Messico.
Il 1º settembre 2018, in virtù della vittoria sul Giappone per 2-1 maturata ai tempi supplementari, si laurea campione dei giochi asiatici con la Corea del Sud U-23, garantendosi l'esenzione dalla leva obbligatoria per 22 mesi. La leva viene posticipata al 2020, quando (durante il lockdown dovuto alla pandemia di COVID-19) tra aprile e maggio svolge il servizio militare in patria per 3 settimane.
Il 6 giugno 2022 raggiunge le 100 presenze con la maglia della nazionale maggiore nella vittoriosa amichevole contro il Cile, segnando peraltro il gol del definitivo 2-0.
Convocato per disputare la fase finale del campionato del mondo 2022, viene schierato titolare in tutte le partite disputate dalla Corea del Sud, fra cui l'ultimo match del Gruppo H, in cui serve al compagno Hwang l'assist per il gol del definitivo 2-1 con cui le Tigri asiatiche battono al 90' il Portogallo e si qualificano agli ottavi di finale, dove verranno eliminate dal Brasile per 4-1.

## Statistiche
Tra club, nazionale maggiore e nazionali giovanili, Son ha collezionato 796 presenze e segnato 288 reti, alla media di 0.36 reti a partita.

### Presenze e reti nei club
Statistiche aggiornate al 10 agosto 2025.
| Stagione                | Squadra                 | Campionato              | Campionato | Campionato | Coppe nazionali | Coppe nazionali | Coppe nazionali | Coppe continentali | Coppe continentali | Coppe continentali | Altre coppe | Altre coppe | Altre coppe | Totale | Totale |
| Stagione                | Squadra                 | Comp                    | Pres       | Reti       | Comp            | Pres            | Reti            | Comp               | Pres               | Reti               | Comp        | Pres        | Reti        | Pres   | Reti   |
| ----------------------- | ----------------------- | ----------------------- | ---------- | ---------- | --------------- | --------------- | --------------- | ------------------ | ------------------ | ------------------ | ----------- | ----------- | ----------- | ------ | ------ |
| 2009-2010               | Amburgo II              | RLN                     | 6          | 1          |                 | -               | -               | -                  | -                  | -                  | -           | -           | -           | 6      | 1      |
| 2010-2011               | Amburgo                 | BL                      | 13         | 3          | CG              | 1               | 0               | -                  | -                  | -                  | -           | -           | -           | 14     | 3      |
| 2011-2012               | Amburgo                 | BL                      | 27         | 5          | CG              | 3               | 0               | -                  | -                  | -                  | -           | -           | -           | 30     | 5      |
| 2012-2013               | Amburgo                 | BL                      | 33         | 12         | CG              | 1               | 0               | -                  | -                  | -                  | -           | -           | -           | 34     | 12     |
| Totale Amburgo          | Totale Amburgo          | Totale Amburgo          | 73         | 20         |                 | 5               | 0               |                    | -                  | -                  |             | -           | -           | 78     | 20     |
| 2013-2014               | Bayer Leverkusen        | BL                      | 31         | 10         | CG              | 4               | 2               | UCL                | 8                  | 0                  | -           | -           | -           | 43     | 12     |
| 2014-2015               | Bayer Leverkusen        | BL                      | 30         | 11         | CG              | 2               | 1               | UCL                | 10                 | 5                  | -           | -           | -           | 42     | 17     |
| ago. 2015               | Bayer Leverkusen        | BL                      | 1          | 0          | CG              | 0               | 0               | UCL                | 1                  | 0                  | -           | -           | -           | 2      | 0      |
| Totale Bayer Leverkusen | Totale Bayer Leverkusen | Totale Bayer Leverkusen | 62         | 21         |                 | 6               | 3               |                    | 19                 | 5                  |             | -           | -           | 87     | 29     |
| 2015-2016               | Tottenham               | PL                      | 28         | 4          | FACup+CdL       | 4+1             | 1+0             | UEL                | 7                  | 3                  | -           | -           | -           | 40     | 8      |
| 2016-2017               | Tottenham               | PL                      | 34         | 14         | FACup+CdL       | 5+0             | 6               | UCL+UEL            | 6+2                | 1+0                | -           | -           | -           | 47     | 21     |
| 2017-2018               | Tottenham               | PL                      | 37         | 12         | FACup+CdL       | 7+2             | 2+0             | UCL                | 7                  | 4                  | -           | -           | -           | 53     | 18     |
| 2018-2019               | Tottenham               | PL                      | 31         | 12         | FACup+CdL       | 1+4             | 1+3             | UCL                | 12                 | 4                  | -           | -           | -           | 48     | 20     |
| 2019-2020               | Tottenham               | PL                      | 30         | 11         | FACup+CdL       | 4+1             | 2+0             | UCL                | 6                  | 5                  | -           | -           | -           | 41     | 18     |
| 2020-2021               | Tottenham               | PL                      | 37         | 17         | FACup+CdL       | 2+3             | 0+1             | UEL                | 9                  | 4                  | -           | -           | -           | 51     | 22     |
| 2021-2022               | Tottenham               | PL                      | 35         | 23         | FACup+CdL       | 2+4             | 0               | UECL               | 4                  | 1                  | -           | -           | -           | 45     | 24     |
| 2022-2023               | Tottenham               | PL                      | 36         | 10         | FACup+CdL       | 3+0             | 2+0             | UCL                | 8                  | 2                  | -           | -           | -           | 47     | 14     |
| 2023-2024               | Tottenham               | PL                      | 35         | 17         | FACup+CdL       | 0+1             | 0               | -                  | -                  | -                  | -           | -           | -           | 36     | 17     |
| 2024-2025               | Tottenham               | PL                      | 30         | 7          | FACup+CdL       | 2+4             | 0+1             | UEL                | 10                 | 3                  | -           | -           | -           | 46     | 11     |
| Totale Tottenham        | Totale Tottenham        | Totale Tottenham        | 333        | 127        |                 | 50              | 19              |                    | 71                 | 27                 |             | -           | -           | 454    | 173    |
| ago.-dic. 2025          | Los Angeles FC          | MLS                     | 1          | 0          |                 | -               | -               | CCC                | -                  | -                  | LC+Cmc      | -           | -           | 1      | 0      |
| Totale carriera         | Totale carriera         | Totale carriera         | 475        | 169        |                 | 61              | 22              |                    | 90                 | 32                 |             | -           | -           | 626    | 223    |

### Cronologia presenze e reti in nazionale
| Cronologia completa delle presenze e delle reti in nazionale ― Corea del Sud | Cronologia completa delle presenze e delle reti in nazionale ― Corea del Sud | Cronologia completa delle presenze e delle reti in nazionale ― Corea del Sud | Cronologia completa delle presenze e delle reti in nazionale ― Corea del Sud | Cronologia completa delle presenze e delle reti in nazionale ― Corea del Sud | Cronologia completa delle presenze e delle reti in nazionale ― Corea del Sud | Cronologia completa delle presenze e delle reti in nazionale ― Corea del Sud | Cronologia completa delle presenze e delle reti in nazionale ― Corea del Sud |
| Data                                                                         | Città                                                                        | In casa                                                                      | Risultato                                                                    | Ospiti                                                                       | Competizione                                                                 | Reti                                                                         | Note                                                                         |
| ---------------------------------------------------------------------------- | ---------------------------------------------------------------------------- | ---------------------------------------------------------------------------- | ---------------------------------------------------------------------------- | ---------------------------------------------------------------------------- | ---------------------------------------------------------------------------- | ---------------------------------------------------------------------------- | ---------------------------------------------------------------------------- |
| 30-12-2010                                                                   | Abu Dhabi                                                                    | Siria                                                                        | 0 – 1                                                                        | Corea del Sud                                                                | Amichevole                                                                   | -                                                                            | 46’                                                                          |
| 10-1-2011                                                                    | Doha                                                                         | Corea del Sud                                                                | 1 – 1                                                                        | Bahrein                                                                      | Coppa d'Asia 2011 - 1º turno                                                 | -                                                                            | 68’ 85’                                                                      |
| 18-1-2011                                                                    | Doha                                                                         | Corea del Sud                                                                | 4 – 1                                                                        | India                                                                        | Coppa d'Asia 2011 - 1º turno                                                 | 1                                                                            | 46’                                                                          |
| 25-1-2011                                                                    | Doha                                                                         | Giappone                                                                     | 2 – 2 dts (3 – 0 dtr)                                                        | Corea del Sud                                                                | Coppa d'Asia 2011 - Semifinale                                               | -                                                                            | 82’                                                                          |
| 28-1-2011                                                                    | Doha                                                                         | Uzbekistan                                                                   | 2 – 3                                                                        | Corea del Sud                                                                | Coppa d'Asia 2011 - Finale 3º posto                                          | -                                                                            | 60’                                                                          |
| 11-10-2011                                                                   | Seul                                                                         | Corea del Sud                                                                | 2 – 1                                                                        | Emirati Arabi Uniti                                                          | Qual. Mondiali 2014                                                          | -                                                                            | 72’                                                                          |
| 11-11-2011                                                                   | Dubai                                                                        | Emirati Arabi Uniti                                                          | 0 – 2                                                                        | Corea del Sud                                                                | Qual. Mondiali 2014                                                          | -                                                                            | 46’                                                                          |
| 15-11-2011                                                                   | Beirut                                                                       | Libano                                                                       | 2 – 1                                                                        | Corea del Sud                                                                | Qual. Mondiali 2014                                                          | -                                                                            | 46’                                                                          |
| 30-5-2012                                                                    | Berna                                                                        | Spagna                                                                       | 4 – 1                                                                        | Corea del Sud                                                                | Amichevole                                                                   | -                                                                            | 57’                                                                          |
| 12-6-2012                                                                    | Goyang                                                                       | Corea del Sud                                                                | 3 – 0                                                                        | Libano                                                                       | Qual. Mondiali 2014                                                          | -                                                                            | 63’                                                                          |
| 16-10-2012                                                                   | Teheran                                                                      | Iran                                                                         | 1 – 0                                                                        | Corea del Sud                                                                | Qual. Mondiali 2014                                                          | -                                                                            | 53’                                                                          |
| 6-2-2013                                                                     | Londra                                                                       | Croazia                                                                      | 4 – 0                                                                        | Corea del Sud                                                                | Amichevole                                                                   | -                                                                            | 46’                                                                          |
| 26-3-2013                                                                    | Seul                                                                         | Corea del Sud                                                                | 2 – 1                                                                        | Qatar                                                                        | Qual. Mondiali 2014                                                          | 1                                                                            | 81’                                                                          |
| 4-6-2013                                                                     | Beirut                                                                       | Libano                                                                       | 1 – 1                                                                        | Corea del Sud                                                                | Qual. Mondiali 2014                                                          | -                                                                            | 70’                                                                          |
| 11-6-2013                                                                    | Seul                                                                         | Corea del Sud                                                                | 1 – 0                                                                        | Uzbekistan                                                                   | Qual. Mondiali 2014                                                          | -                                                                            |                                                                              |
| 18-6-2013                                                                    | Ulsan                                                                        | Corea del Sud                                                                | 0 – 1                                                                        | Iran                                                                         | Qual. Mondiali 2014                                                          | -                                                                            | 74’                                                                          |
| 6-9-2013                                                                     | Incheon                                                                      | Corea del Sud                                                                | 4 – 1                                                                        | Haiti                                                                        | Amichevole                                                                   | 2                                                                            |                                                                              |
| 10-9-2013                                                                    | Jeonju                                                                       | Corea del Sud                                                                | 1 – 2                                                                        | Croazia                                                                      | Amichevole                                                                   | -                                                                            | 72’                                                                          |
| 12-10-2013                                                                   | Seul                                                                         | Corea del Sud                                                                | 0 – 2                                                                        | Brasile                                                                      | Amichevole                                                                   | -                                                                            | 65’                                                                          |
| 15-10-2013                                                                   | Cheonan                                                                      | Corea del Sud                                                                | 3 – 1                                                                        | Mali                                                                         | Amichevole                                                                   | 1                                                                            | 87’                                                                          |
| 15-11-2013                                                                   | Seul                                                                         | Corea del Sud                                                                | 2 – 1                                                                        | Svizzera                                                                     | Amichevole                                                                   | -                                                                            | 77’                                                                          |
| 19-11-2013                                                                   | Dubai                                                                        | Russia                                                                       | 2 – 1                                                                        | Corea del Sud                                                                | Amichevole                                                                   | -                                                                            | 70’                                                                          |
| 5-3-2014                                                                     | Atene                                                                        | Grecia                                                                       | 0 – 2                                                                        | Corea del Sud                                                                | Amichevole                                                                   | 1                                                                            | 73’                                                                          |
| 28-5-2014                                                                    | Seul                                                                         | Corea del Sud                                                                | 0 – 1                                                                        | Tunisia                                                                      | Amichevole                                                                   | -                                                                            | 67’                                                                          |
| 10-6-2014                                                                    | Miami Gardens                                                                | Ghana                                                                        | 4 – 0                                                                        | Corea del Sud                                                                | Amichevole                                                                   | -                                                                            | 75’                                                                          |
| 17-6-2014                                                                    | Cuiabá                                                                       | Russia                                                                       | 1 – 1                                                                        | Corea del Sud                                                                | Mondiali 2014 - 1º turno                                                     | -                                                                            | 13’ 84’                                                                      |
| 22-6-2014                                                                    | Porto Alegre                                                                 | Corea del Sud                                                                | 2 – 4                                                                        | Algeria                                                                      | Mondiali 2014 - 1º turno                                                     | 1                                                                            |                                                                              |
| 26-6-2014                                                                    | San Paolo                                                                    | Corea del Sud                                                                | 0 – 1                                                                        | Belgio                                                                       | Mondiali 2014 - 1º turno                                                     | -                                                                            | 73’                                                                          |
| 5-9-2014                                                                     | Bucheon                                                                      | Corea del Sud                                                                | 3 – 1                                                                        | Venezuela                                                                    | Amichevole                                                                   | -                                                                            |                                                                              |
| 8-9-2014                                                                     | Goyang                                                                       | Corea del Sud                                                                | 0 – 1                                                                        | Uruguay                                                                      | Amichevole                                                                   | -                                                                            |                                                                              |
| 10-10-2014                                                                   | Cheonan                                                                      | Corea del Sud                                                                | 2 – 0                                                                        | Paraguay                                                                     | Amichevole                                                                   | -                                                                            | 46’                                                                          |
| 14-10-2014                                                                   | Seul                                                                         | Corea del Sud                                                                | 1 – 3                                                                        | Costa Rica                                                                   | Amichevole                                                                   | -                                                                            | 84’                                                                          |
| 14-11-2014                                                                   | Amman                                                                        | Giordania                                                                    | 0 – 1                                                                        | Corea del Sud                                                                | Amichevole                                                                   | -                                                                            | 71’                                                                          |
| 18-11-2014                                                                   | Teheran                                                                      | Iran                                                                         | 1 – 0                                                                        | Corea del Sud                                                                | Amichevole                                                                   | -                                                                            | 32’                                                                          |
| 10-1-2015                                                                    | Canberra                                                                     | Corea del Sud                                                                | 1 – 0                                                                        | Oman                                                                         | Coppa d'Asia 2015 - 1º turno                                                 | -                                                                            |                                                                              |
| 17-1-2015                                                                    | Brisbane                                                                     | Australia                                                                    | 0 – 1                                                                        | Corea del Sud                                                                | Coppa d'Asia 2015 - 1º turno                                                 | -                                                                            | 49’                                                                          |
| 22-1-2015                                                                    | Melbourne                                                                    | Corea del Sud                                                                | 2 – 0                                                                        | Uzbekistan                                                                   | Coppa d'Asia 2015 - Quarti di finale                                         | 2                                                                            |                                                                              |
| 26-1-2015                                                                    | Sydney                                                                       | Corea del Sud                                                                | 2 – 0                                                                        | Iraq                                                                         | Coppa d'Asia 2015 - Semifinale                                               | -                                                                            |                                                                              |
| 31-1-2015                                                                    | Sydney                                                                       | Corea del Sud                                                                | 1 – 2 dts                                                                    | Australia                                                                    | Coppa d'Asia 2015 - Finale                                                   | 1                                                                            | [ 71 ]                                                                       |
| 27-3-2015                                                                    | Daejeon                                                                      | Corea del Sud                                                                | 1 – 1                                                                        | Uzbekistan                                                                   | Amichevole                                                                   | -                                                                            | 61’                                                                          |
| 31-3-2015                                                                    | Seul                                                                         | Corea del Sud                                                                | 1 – 0                                                                        | Nuova Zelanda                                                                | Amichevole                                                                   | -                                                                            | 64’                                                                          |
| 11-6-2015                                                                    | Kuala Lumpur                                                                 | Corea del Sud                                                                | 3 – 0                                                                        | Emirati Arabi Uniti                                                          | Amichevole                                                                   | -                                                                            | 46’                                                                          |
| 16-6-2015                                                                    | Bangkok                                                                      | Birmania                                                                     | 0 – 2                                                                        | Corea del Sud                                                                | Qual. Mondiali 2018                                                          | 1                                                                            |                                                                              |
| 3-9-2015                                                                     | Hwaseong                                                                     | Corea del Sud                                                                | 8 – 0                                                                        | Laos                                                                         | Qual. Mondiali 2018                                                          | 3                                                                            |                                                                              |
| 12-11-2015                                                                   | Suwon                                                                        | Corea del Sud                                                                | 4 – 0                                                                        | Birmania                                                                     | Qual. Mondiali 2018                                                          | -                                                                            | 63’                                                                          |
| 17-11-2015                                                                   | Vientiane                                                                    | Laos                                                                         | 0 – 5                                                                        | Corea del Sud                                                                | Qual. Mondiali 2018                                                          | 2                                                                            | 63’                                                                          |
| 1-6-2016                                                                     | Salisburgo                                                                   | Spagna                                                                       | 6 – 1                                                                        | Corea del Sud                                                                | Amichevole                                                                   | -                                                                            | 61’                                                                          |
| 5-6-2016                                                                     | Praga                                                                        | Rep. Ceca                                                                    | 1 – 2                                                                        | Corea del Sud                                                                | Amichevole                                                                   | -                                                                            | 90+2’                                                                        |
| 1-9-2016                                                                     | Seul                                                                         | Corea del Sud                                                                | 3 – 2                                                                        | Cina                                                                         | Qual. Mondiali 2018                                                          | -                                                                            | 90+1’                                                                        |
| 6-10-2016                                                                    | Suwon                                                                        | Corea del Sud                                                                | 3 – 2                                                                        | Qatar                                                                        | Qual. Mondiali 2018                                                          | 1                                                                            | 89’                                                                          |
| 11-10-2016                                                                   | Teheran                                                                      | Iran                                                                         | 1 – 0                                                                        | Corea del Sud                                                                | Qual. Mondiali 2018                                                          | -                                                                            | 42’                                                                          |
| 15-11-2016                                                                   | Seul                                                                         | Corea del Sud                                                                | 2 – 1                                                                        | Uzbekistan                                                                   | Qual. Mondiali 2018                                                          | -                                                                            | 90+2’                                                                        |
| 28-3-2017                                                                    | Seul                                                                         | Corea del Sud                                                                | 1 – 0                                                                        | Siria                                                                        | Qual. Mondiali 2018                                                          | -                                                                            |                                                                              |
| 7-6-2017                                                                     | Emirato di Ras al-Khaima                                                     | Iraq                                                                         | 0 – 0                                                                        | Corea del Sud                                                                | Amichevole                                                                   | -                                                                            | 46’                                                                          |
| 13-6-2017                                                                    | Doha                                                                         | Qatar                                                                        | 3 – 2                                                                        | Corea del Sud                                                                | Qual. Mondiali 2018                                                          | -                                                                            | 66’                                                                          |
| 31-8-2017                                                                    | Seul                                                                         | Corea del Sud                                                                | 0 – 0                                                                        | Iran                                                                         | Qual. Mondiali 2018                                                          | -                                                                            |                                                                              |
| 5-9-2017                                                                     | Tashkent                                                                     | Uzbekistan                                                                   | 0 – 0                                                                        | Corea del Sud                                                                | Qual. Mondiali 2018                                                          | -                                                                            |                                                                              |
| 7-10-2017                                                                    | Mosca                                                                        | Russia                                                                       | 4 – 2                                                                        | Corea del Sud                                                                | Amichevole                                                                   | -                                                                            |                                                                              |
| 10-10-2017                                                                   | Bienne                                                                       | Corea del Sud                                                                | 1 – 3                                                                        | Marocco                                                                      | Amichevole                                                                   | 1                                                                            |                                                                              |
| 10-11-2017                                                                   | Suwon                                                                        | Corea del Sud                                                                | 2 – 1                                                                        | Colombia                                                                     | Amichevole                                                                   | 2                                                                            |                                                                              |
| 14-11-2017                                                                   | Ulsan                                                                        | Corea del Sud                                                                | 1 – 1                                                                        | Serbia                                                                       | Amichevole                                                                   | -                                                                            |                                                                              |
| 24-3-2018                                                                    | Belfast                                                                      | Irlanda del Nord                                                             | 2 – 1                                                                        | Corea del Sud                                                                | Amichevole                                                                   | -                                                                            |                                                                              |
| 27-3-2018                                                                    | Varsavia                                                                     | Polonia                                                                      | 3 – 2                                                                        | Corea del Sud                                                                | Amichevole                                                                   | -                                                                            |                                                                              |
| 28-5-2018                                                                    | Taegu                                                                        | Corea del Sud                                                                | 2 – 0                                                                        | Honduras                                                                     | Amichevole                                                                   | 1                                                                            | cap. 78’                                                                     |
| 1-6-2018                                                                     | Jeonju                                                                       | Corea del Sud                                                                | 1 – 3                                                                        | Bosnia ed Erzegovina                                                         | Amichevole                                                                   | -                                                                            |                                                                              |
| 7-6-2018                                                                     | Innsbruck                                                                    | Corea del Sud                                                                | 0 – 0                                                                        | Bolivia                                                                      | Amichevole                                                                   | -                                                                            | 60’                                                                          |
| 11-6-2018                                                                    | Grödig                                                                       | Corea del Sud                                                                | 0 – 2                                                                        | Senegal                                                                      | Amichevole                                                                   | -                                                                            |                                                                              |
| 18-6-2018                                                                    | Nižnij Novgorod                                                              | Svezia                                                                       | 1 – 0                                                                        | Corea del Sud                                                                | Mondiali 2018 - 1º turno                                                     | -                                                                            |                                                                              |
| 23-6-2018                                                                    | Rostov                                                                       | Corea del Sud                                                                | 1 – 2                                                                        | Messico                                                                      | Mondiali 2018 - 1º turno                                                     | 1                                                                            |                                                                              |
| 27-6-2018                                                                    | Kazan'                                                                       | Corea del Sud                                                                | 2 – 0                                                                        | Germania                                                                     | Mondiali 2018 - 1º turno                                                     | 1                                                                            | cap. 65’                                                                     |
| 7-9-2018                                                                     | Goyang                                                                       | Corea del Sud                                                                | 2 – 0                                                                        | Costa Rica                                                                   | Amichevole                                                                   | -                                                                            | cap. 83’                                                                     |
| 11-9-2018                                                                    | Suwon                                                                        | Corea del Sud                                                                | 0 – 0                                                                        | Cile                                                                         | Amichevole                                                                   | -                                                                            | cap.                                                                         |
| 12-10-2018                                                                   | Seul                                                                         | Corea del Sud                                                                | 2 – 1                                                                        | Uruguay                                                                      | Amichevole                                                                   | -                                                                            | cap.                                                                         |
| 16-10-2018                                                                   | Cheonan                                                                      | Corea del Sud                                                                | 2 – 2                                                                        | Panama                                                                       | Amichevole                                                                   | -                                                                            | cap.                                                                         |
| 16-1-2019                                                                    | Abu Dhabi                                                                    | Corea del Sud                                                                | 2 – 0                                                                        | Cina                                                                         | Coppa d'Asia 2019 - 1º turno                                                 | -                                                                            | cap. 89’                                                                     |
| 22-1-2019                                                                    | Dubai                                                                        | Corea del Sud                                                                | 2 – 1 dts                                                                    | Bahrein                                                                      | Coppa d'Asia 2019 - Ottavi di finale                                         | -                                                                            | cap.                                                                         |
| 25-1-2019                                                                    | Abu Dhabi                                                                    | Corea del Sud                                                                | 0 – 1                                                                        | Qatar                                                                        | Coppa d'Asia 2019 - Quarti di finale                                         | -                                                                            | cap.                                                                         |
| 22-3-2019                                                                    | Ulsan                                                                        | Corea del Sud                                                                | 1 – 0                                                                        | Bolivia                                                                      | Amichevole                                                                   | -                                                                            | cap.                                                                         |
| 26-3-2019                                                                    | Seul                                                                         | Corea del Sud                                                                | 2 – 1                                                                        | Colombia                                                                     | Amichevole                                                                   | 1                                                                            | cap.                                                                         |
| 6-6-2019                                                                     | Pusan                                                                        | Corea del Sud                                                                | 1 – 0                                                                        | Australia                                                                    | Amichevole                                                                   | -                                                                            | cap.                                                                         |
| 11-6-2019                                                                    | Seul                                                                         | Corea del Sud                                                                | 1 – 1                                                                        | Iran                                                                         | Amichevole                                                                   | -                                                                            | cap.                                                                         |
| 5-9-2019                                                                     | Istanbul                                                                     | Georgia                                                                      | 2 – 2                                                                        | Corea del Sud                                                                | Amichevole                                                                   | -                                                                            | cap. 62’                                                                     |
| 10-9-2019                                                                    | Aşgabat                                                                      | Turkmenistan                                                                 | 0 – 2                                                                        | Corea del Sud                                                                | Qual. Mondiali 2022                                                          | -                                                                            | cap.                                                                         |
| 10-10-2019                                                                   | Hwaseong                                                                     | Corea del Sud                                                                | 8 – 0                                                                        | Sri Lanka                                                                    | Qual. Mondiali 2022                                                          | 2                                                                            | cap. 60’ 61’                                                                 |
| 15-10-2019                                                                   | Pyongyang                                                                    | Corea del Nord                                                               | 0 – 0                                                                        | Corea del Sud                                                                | Qual. Mondiali 2022                                                          | -                                                                            | cap.                                                                         |
| 14-11-2019                                                                   | Beirut                                                                       | Libano                                                                       | 0 – 0                                                                        | Corea del Sud                                                                | Qual. Mondiali 2022                                                          | -                                                                            | cap.                                                                         |
| 19-11-2019                                                                   | Abu Dhabi                                                                    | Brasile                                                                      | 3 – 0                                                                        | Corea del Sud                                                                | Amichevole                                                                   | -                                                                            | cap.                                                                         |
| 14-11-2020                                                                   | Wiener Neustadt                                                              | Corea del Sud                                                                | 2 – 3                                                                        | Messico                                                                      | Amichevole                                                                   | -                                                                            | cap.                                                                         |
| 17-11-2020                                                                   | Maria Enzersdorf                                                             | Qatar                                                                        | 1 – 2                                                                        | Corea del Sud                                                                | Amichevole                                                                   | -                                                                            | cap.                                                                         |
| 5-6-2021                                                                     | Goyang                                                                       | Corea del Sud                                                                | 5 – 0                                                                        | Turkmenistan                                                                 | Qual. Mondiali 2022                                                          | -                                                                            | Cap.                                                                         |
| 12-6-2021                                                                    | Goyang                                                                       | Corea del Sud                                                                | 2 – 1                                                                        | Libano                                                                       | Qual. Mondiali 2022                                                          | 1                                                                            | cap.                                                                         |
| 2-9-2021                                                                     | Seul                                                                         | Corea del Sud                                                                | 0 – 0                                                                        | Iraq                                                                         | Qual. Mondiali 2022                                                          | -                                                                            | cap.                                                                         |
| 7-10-2021                                                                    | Seul                                                                         | Corea del Sud                                                                | 2 – 1                                                                        | Siria                                                                        | Qual. Mondiali 2022                                                          | 1                                                                            | cap.                                                                         |
| 12-10-2021                                                                   | Teheran                                                                      | Iran                                                                         | 1 – 1                                                                        | Corea del Sud                                                                | Qual. Mondiali 2022                                                          | 1                                                                            | cap.                                                                         |
| 11-11-2021                                                                   | Goyang                                                                       | Corea del Sud                                                                | 1 – 0                                                                        | Emirati Arabi Uniti                                                          | Qual. Mondiali 2022                                                          | -                                                                            | cap.                                                                         |
| 16-11-2021                                                                   | Doha                                                                         | Iraq                                                                         | 0 – 3                                                                        | Corea del Sud                                                                | Qual. Mondiali 2022                                                          | 1                                                                            | cap. 88’                                                                     |
| 24-3-2022                                                                    | Seul                                                                         | Corea del Sud                                                                | 2 – 0                                                                        | Iran                                                                         | Qual. Mondiali 2022                                                          | 1                                                                            | cap.                                                                         |
| 29-3-2022                                                                    | Dubai                                                                        | Emirati Arabi Uniti                                                          | 1 – 0                                                                        | Corea del Sud                                                                | Qual. Mondiali 2022                                                          | -                                                                            | cap.                                                                         |
| 2-6-2022                                                                     | Seul                                                                         | Corea del Sud                                                                | 1 – 5                                                                        | Brasile                                                                      | Amichevole                                                                   | -                                                                            | cap.                                                                         |
| 6-6-2022                                                                     | Daejeon                                                                      | Corea del Sud                                                                | 2 – 0                                                                        | Cile                                                                         | Amichevole                                                                   | 1                                                                            | cap. 91’                                                                     |
| 10-6-2022                                                                    | Suwon                                                                        | Corea del Sud                                                                | 2 – 2                                                                        | Paraguay                                                                     | Amichevole                                                                   | 1                                                                            | cap.                                                                         |
| 14-6-2022                                                                    | Seul                                                                         | Corea del Sud                                                                | 4 – 1                                                                        | Egitto                                                                       | Amichevole                                                                   | -                                                                            | cap.                                                                         |
| 23-9-2022                                                                    | Goyang                                                                       | Corea del Sud                                                                | 2 – 2                                                                        | Costa Rica                                                                   | Amichevole                                                                   | 1                                                                            | cap.                                                                         |
| 27-9-2022                                                                    | Seul                                                                         | Corea del Sud                                                                | 1 – 0                                                                        | Camerun                                                                      | Amichevole                                                                   | 1                                                                            | cap.                                                                         |
| 24-11-2022                                                                   | Al Rayyan                                                                    | Uruguay                                                                      | 0 – 0                                                                        | Corea del Sud                                                                | Mondiali 2022 - 1º turno                                                     | -                                                                            | cap.                                                                         |
| 28-11-2022                                                                   | Al Rayyan                                                                    | Corea del Sud                                                                | 2 – 3                                                                        | Ghana                                                                        | Mondiali 2022 - 1º turno                                                     | -                                                                            | cap.                                                                         |
| 2-12-2022                                                                    | Al Rayyan                                                                    | Corea del Sud                                                                | 2 – 1                                                                        | Portogallo                                                                   | Mondiali 2022 - 1º turno                                                     | -                                                                            | cap.                                                                         |
| 5-12-2022                                                                    | Doha                                                                         | Brasile                                                                      | 4 – 1                                                                        | Corea del Sud                                                                | Mondiali 2022 - Ottavi di finale                                             | -                                                                            | cap.                                                                         |
| 24-3-2023                                                                    | Ulsan                                                                        | Corea del Sud                                                                | 2 – 2                                                                        | Colombia                                                                     | Amichevole                                                                   | 2                                                                            | cap.                                                                         |
| 28-3-2023                                                                    | Seul                                                                         | Corea del Sud                                                                | 1 – 2                                                                        | Uruguay                                                                      | Amichevole                                                                   | -                                                                            | cap.                                                                         |
| 20-6-2023                                                                    | Daejeon                                                                      | Corea del Sud                                                                | 1 – 1                                                                        | El Salvador                                                                  | Amichevole                                                                   | -                                                                            | 69’                                                                          |
| 7-9-2023                                                                     | Cardiff                                                                      | Galles                                                                       | 0 – 0                                                                        | Corea del Sud                                                                | Amichevole                                                                   | -                                                                            | cap.                                                                         |
| 12-9-2023                                                                    | Newcastle                                                                    | Arabia Saudita                                                               | 0 – 1                                                                        | Corea del Sud                                                                | Amichevole                                                                   | -                                                                            | cap. 90+1’                                                                   |
| 17-10-2023                                                                   | Suwon                                                                        | Corea del Sud                                                                | 6 – 0                                                                        | Vietnam                                                                      | Amichevole                                                                   | 1                                                                            | cap.                                                                         |
| 16-11-2023                                                                   | Seul                                                                         | Corea del Sud                                                                | 5 – 0                                                                        | Singapore                                                                    | Qual. Mondiali 2026                                                          | 1                                                                            | cap.                                                                         |
| 20-11-2023                                                                   | Shenzhen                                                                     | Cina                                                                         | 0 – 3                                                                        | Corea del Sud                                                                | Qual. Mondiali 2026                                                          | 2                                                                            | cap.                                                                         |
| 6-1-2024                                                                     | Abu Dhabi                                                                    | Iraq                                                                         | 0 – 1                                                                        | Corea del Sud                                                                | Amichevole                                                                   | -                                                                            | 46’                                                                          |
| 15-1-2024                                                                    | Doha                                                                         | Corea del Sud                                                                | 3 – 1                                                                        | Bahrein                                                                      | Coppa d'Asia 2023 - 1º turno                                                 | -                                                                            | cap. 90+4’                                                                   |
| 20-1-2024                                                                    | Doha                                                                         | Giordania                                                                    | 2 – 2                                                                        | Corea del Sud                                                                | Coppa d'Asia 2023 - 1º turno                                                 | 1                                                                            | cap.                                                                         |
| 25-1-2024                                                                    | Al Wakrah                                                                    | Corea del Sud                                                                | 3 – 3                                                                        | Malaysia                                                                     | Coppa d'Asia 2023 - 1º turno                                                 | 1                                                                            | cap.                                                                         |
| 30-1-2024                                                                    | Al Rayyan                                                                    | Arabia Saudita                                                               | 1 – 1 dts (2 - 4 dtr)                                                        | Corea del Sud                                                                | Coppa d'Asia 2023 - Ottavi di finale                                         | -                                                                            | cap.                                                                         |
| 2-2-2024                                                                     | Al Wakrah                                                                    | Australia                                                                    | 1 – 2 dts                                                                    | Corea del Sud                                                                | Coppa d'Asia 2023 - Quarti di finale                                         | 1                                                                            | cap.                                                                         |
| 6-2-2024                                                                     | Al Rayyan                                                                    | Giordania                                                                    | 2 – 0                                                                        | Corea del Sud                                                                | Coppa d'Asia 2023 - Semifinale                                               | -                                                                            | cap.                                                                         |
| 21-3-2024                                                                    | Seul                                                                         | Corea del Sud                                                                | 1 – 1                                                                        | Thailandia                                                                   | Qual. Mondiali 2026                                                          | 1                                                                            | cap.                                                                         |
| 26-3-2024                                                                    | Bangkok                                                                      | Thailandia                                                                   | 0 – 3                                                                        | Corea del Sud                                                                | Qual. Mondiali 2026                                                          | 1                                                                            | cap.                                                                         |
| 6-6-2024                                                                     | Kallang                                                                      | Singapore                                                                    | 0 – 7                                                                        | Corea del Sud                                                                | Qual. Mondiali 2026                                                          | 2                                                                            | cap. 87’                                                                     |
| 11-6-2024                                                                    | Seul                                                                         | Corea del Sud                                                                | 1 – 0                                                                        | Cina                                                                         | Qual. Mondiali 2026                                                          | -                                                                            | cap.                                                                         |
| 5-9-2024                                                                     | Seul                                                                         | Corea del Sud                                                                | 0 – 0                                                                        | Palestina                                                                    | Qual. Mondiali 2026                                                          | -                                                                            | cap.                                                                         |
| 10-9-2024                                                                    | Mascate                                                                      | Oman                                                                         | 1 – 3                                                                        | Corea del Sud                                                                | Qual. Mondiali 2026                                                          | 1                                                                            | cap.                                                                         |
| 14-11-2024                                                                   | Al Kuwait                                                                    | Kuwait                                                                       | 1 – 3                                                                        | Corea del Sud                                                                | Qual. Mondiali 2026                                                          | 1                                                                            | cap. 64’                                                                     |
| 19-11-2024                                                                   | Amman                                                                        | Palestina                                                                    | 1 – 1                                                                        | Corea del Sud                                                                | Qual. Mondiali 2026                                                          | 1                                                                            | cap.                                                                         |
| 20-3-2025                                                                    | Goyang                                                                       | Corea del Sud                                                                | 1 – 1                                                                        | Oman                                                                         | Qual. Mondiali 2026                                                          | -                                                                            | cap.                                                                         |
| 25-3-2025                                                                    | Suwon                                                                        | Corea del Sud                                                                | 1 – 1                                                                        | Giordania                                                                    | Qual. Mondiali 2026                                                          | -                                                                            | cap. 90+2’                                                                   |
| 10-6-2025                                                                    | Seul                                                                         | Corea del Sud                                                                | 4 – 0                                                                        | Kuwait                                                                       | Qual. Mondiali 2026                                                          | -                                                                            | 75’                                                                          |
| Totale                                                                       |                                                                              | Presenze (2º posto)                                                          | 134                                                                          |                                                                              | Reti (2º posto)                                                              | 51                                                                           |                                                                              |

| Cronologia completa delle presenze e delle reti in nazionale (partite non ufficiali) ― Corea del Sud | Cronologia completa delle presenze e delle reti in nazionale (partite non ufficiali) ― Corea del Sud | Cronologia completa delle presenze e delle reti in nazionale (partite non ufficiali) ― Corea del Sud | Cronologia completa delle presenze e delle reti in nazionale (partite non ufficiali) ― Corea del Sud | Cronologia completa delle presenze e delle reti in nazionale (partite non ufficiali) ― Corea del Sud | Cronologia completa delle presenze e delle reti in nazionale (partite non ufficiali) ― Corea del Sud | Cronologia completa delle presenze e delle reti in nazionale (partite non ufficiali) ― Corea del Sud | Cronologia completa delle presenze e delle reti in nazionale (partite non ufficiali) ― Corea del Sud |
| Data                                                                                                 | Città                                                                                                | In casa                                                                                              | Risultato                                                                                            | Ospiti                                                                                               | Competizione                                                                                         | Reti                                                                                                 | Note                                                                                                 |
| --- | --- | --- | --- | --- | --- | --- | --- |
| 7-10-2011                                                                                            | Seul                                                                                                 | Corea del Sud                                                                                        | 2 – 2                                                                                                | Polonia                                                                                              | Amichevole                                                                                           | - | 46’                                                                                                  |
| 4-1-2015                                                                                             | Parramatta                                                                                           | Arabia Saudita                                                                                       | 0 – 2                                                                                                | Corea del Sud                                                                                        | Amichevole                                                                                           | - | 90’                                                                                                  |
| Totale                                                                                               | | Presenze                                                                                             | 2 | | Reti                                                                                                 | 0 | |

| Cronologia completa delle presenze e delle reti in nazionale ― Corea del Sud under 23 | Cronologia completa delle presenze e delle reti in nazionale ― Corea del Sud under 23 | Cronologia completa delle presenze e delle reti in nazionale ― Corea del Sud under 23 | Cronologia completa delle presenze e delle reti in nazionale ― Corea del Sud under 23 | Cronologia completa delle presenze e delle reti in nazionale ― Corea del Sud under 23 | Cronologia completa delle presenze e delle reti in nazionale ― Corea del Sud under 23 | Cronologia completa delle presenze e delle reti in nazionale ― Corea del Sud under 23 | Cronologia completa delle presenze e delle reti in nazionale ― Corea del Sud under 23 |
| Data                                                                                  | Città                                                                                 | In casa                                                                               | Risultato                                                                             | Ospiti                                                                                | Competizione                                                                          | Reti                                                                                  | Note                                                                                  |
| ------------------------------------------------------------------------------------- | ------------------------------------------------------------------------------------- | ------------------------------------------------------------------------------------- | ------------------------------------------------------------------------------------- | ------------------------------------------------------------------------------------- | ------------------------------------------------------------------------------------- | ------------------------------------------------------------------------------------- | ------------------------------------------------------------------------------------- |
| 23-8-2018                                                                             | Cikarang                                                                              | Iran                                                                                  | 0 – 2                                                                                 | Corea del Sud                                                                         | XVIII Giochi asiatici                                                                 | -                                                                                     |                                                                                       |
| 27-8-2018                                                                             | Bekasi                                                                                | Corea del Sud                                                                         | 4 – 3                                                                                 | Uzbekistan                                                                            | XVIII Giochi asiatici                                                                 | -                                                                                     |                                                                                       |
| 29-8-2018                                                                             | Cibinong                                                                              | Vietnam                                                                               | 1 – 3                                                                                 | Corea del Sud                                                                         | XVIII Giochi asiatici                                                                 | -                                                                                     |                                                                                       |
| 1-9-2018                                                                              | Cibinong                                                                              | Corea del Sud                                                                         | 2 – 1                                                                                 | Giappone                                                                              | XVIII Giochi asiatici                                                                 | -                                                                                     |                                                                                       |
| Totale                                                                                |                                                                                       | Presenze                                                                              | 4                                                                                     |                                                                                       | Reti                                                                                  | 0                                                                                     |                                                                                       |

## Palmarès

### Club
- UEFA Europa League: 1

Tottenham Hotspur: 2024-2025

### Nazionale
- Giochi asiatici: 1

2018

### Individuale
- AFC Asian International Player of the Year: 4

2015, 2017, 2019, 2023
- Miglior Calciatore Asiatico: 9 (Record)

2014, 2015, 2017, 2018, 2019, 2020, 2021, 2022, 2023
- Giocatore internazionale asiatico dell'anno: 4 (Record)

2015, 2017, 2019, 2023
- IFFHS Asian Player of the Year: 3

2020, 2021, 2022
- XI All Star Team della Coppa d'Asia: 1

Australia 2015
- Miglior marcatore della FA Cup: 1

2016-2017 (6 reti a pari merito con Adam Morgan)
- FIFA Puskás Award: 1

2020 (7 dicembre 2019: Tottenham - Burnley 5-0)
- Calciatore AFC del decennio 2011-2020 IFFHS: 1

2020
- Squadra maschile AFC del decennio 2011-2020 IFFHS: 1

2020
- Squadra dell'anno PFA: 1

2021
- Capocannoniere della Premier League: 1

2021-2022 (23 gol, a pari merito con Mohamed Salah)